# Argentína hadereje
Argentína hadereje három haderőnemből áll: a szárazföldi haderőből, a légierőből és a haditengerészetből.

## Fegyveres erők létszáma
- Aktív: 108 000 fő

## Szárazföldi haderő
Létszám
41 400 fő
Állomány
- 2 hegyi dandár
- 2 páncélosdandár
- 2 gépesített dandár
- 1 dzsungeldandár
- 1 kiképző dandár
- 1 gépesített felderítő ezred
- 1 gépesített zászlóalj
- 3 repülőosztály
- 2 műszaki zászlóalj

Tartalék állomány
- 1 gépesített dandár
- 1 ejtőernyősdandár

Felszerelés
- 200 db harckocsi (TAM)
- 150 db közepes harckocsi (AMX–23, Sk–105)
- 75 db felderítő harcjármű
- 105 db páncélozott gyalogsági harcjármű
- 450 db páncélozott szállító jármű
- 235 db tüzérségi löveg: 200 db vontatásos, 35 db önjáró
- 33 db repülőgép
- 60 db helikopter

## Légierő
Létszám
12 500 fő
Állomány
- 5 harci század
- 6 szállító/légi utántöltő század

Felszerelés
- 130 db harci repülőgép (Mirage III/EA, Mirage 5)
- 32 db szállító repülőgép
- 30 db harci helikopter

## Haditengerészet
Létszám
16 000 fő
Hadihajók
- 3 db tengeralattjáró
- 5 db romboló
- 8 db fregatt
- 14 db őrhajó
- 2 db aknarakó/szedő hajó
- 1 db deszanthajó
- 11 db vegyes feladatú hajó

Haditengerészeti légierő
- 25 db harci repülőgép
- 23 db harci helikopter

Tengerészgyalogság
- 2 ezred (felszerelés: 12 db felderítő harcjármű, 75 db páncélozott szállító jármű, 18 db tüzérségi löveg)